# IC 4432
IC 4432 је спирална галаксија у сазвјежђу Кентаур која се налази на листи објеката дубоког неба у Индекс каталогу.
Деклинација објекта је - 39° 33' 7" а ректасцензија 14h 28m 49,7s. Привидна величина (магнитуда) објекта IC 4432 износи 15,6 а фотографска магнитуда 16,4. IC 4432 је још познат и под ознакама ESO 326-25, PGC 51727.